# Vizontele Tuuba
Vizontele Tuuba ist eine türkische Filmkomödie aus dem Jahr 2003. Es ist die Fortsetzung des Kinoerfolgs Vizontele. Es spielt im Jahr 1980 in einer ostanatolischen Stadt, zu der Zeit des Militärputschs in der Türkei. Regie führte bei der Komödie Yılmaz Erdoğan der zu gleich auch das Drehbuch schrieb und Hauptdarsteller war. Kinostart in Deutschland war am 5. Februar 2004.

## Handlung
Vizontele spielt in einer Stadt im Osten der Türkei, im Jahre 1980: Das ganze Land ist im politischen Chaos; es herrscht politische Gewalt im Land. Rechts und links wachsen verschiedene Fraktionen, doch in dieser Stadt gibt es keine Rechtsradikalen. Stattdessen gibt es zwei Vereine: DEKD und DFKD, von denen man nicht genau weiß, in welchem Punkt sie sich unterscheiden.
In diesem Teil der Vizontele Reihe, kommt eine Familie aus Ankara. Der Vater der Familie ist Beamter und wurde damit beauftragt, die Bibliothek zu hüten. Er hat eine Tochter, die durch einen Unfall vor ein paar Jahren gelähmt ist und nicht laufen kann. Außerdem wird seine Frau als mürrisch und unsympathisch dargestellt.  Das Einzige was fehlt, nachdem der Bibliothekar bereits da ist, ist die Bibliothek. Dies ist die Meinung des Bürgermeisters Nazmi und seiner Anhänger.
Der Film spielt zu den Zeiten, zu denen die Türkei eine schwere Zeit durchgemacht hat und es den als 12 Eylül Darbesi bekannten Putsch gegeben hat, wo das Militär die Macht im Staat übernommen hat.

## Kritik
Filmstarts.de schrieb: Alle traurigen Sachen bringen was Komisches hervor; oder alle komischen Sachen was Trauriges. Das genau ist die Bedeutung von Vizontele.